# Acide crotonique
L'acide crotonique, ou acide trans-2-buténoïque, est un acide carboxylique insaturé à chaîne courte, de formule H3C–CH=CH–COOH. Il doit son nom à l'huile de croton, dont il avait été initialement supposé à tort qu'il provenait par saponification. Il se présente sous forme d'un solide cristallisé en aiguilles de couleur blanc jaunâtre à l'odeur aigre. Il en existe un isomère cis appelé acide isocrotonique. Les sels de l'acide crotonique sont appelés crotonates. Il peut être obtenu par oxydation du crotonaldéhyde, par exemple au permanganate de potassium KMnO4 :
Il peut donner un racémique de thréonine à l'aide d'acétate de mercure(II).